# Girolamo del Pacchia

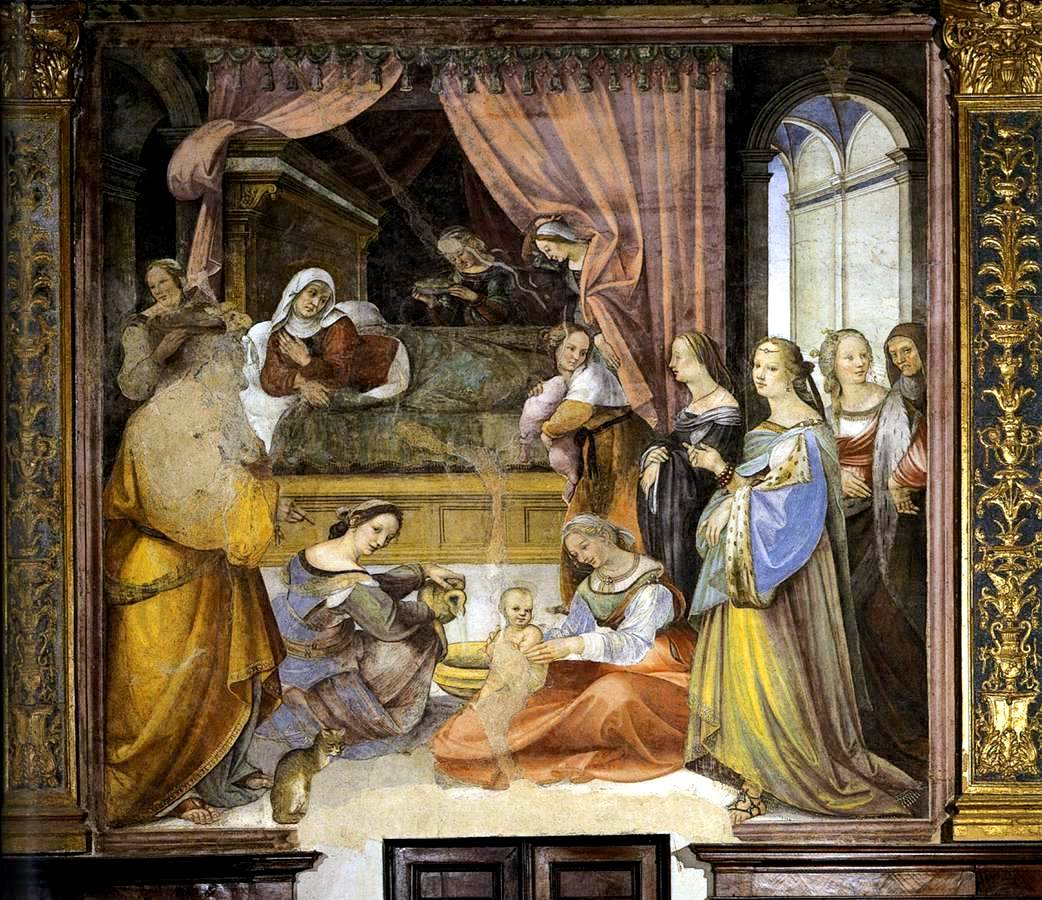
De geboorte van de Maagd, 1518, fresco in het Oratorio di San Bernardino, Siena

Girolamo del Pacchia (Siena, 5 januari 1477 – na 1533) was een Italiaanse kunstschilder. Hij werkte in Florence, Rome en Siena.

## Biografie
Girolamo was de zoon van Giovanni di Giovanni da Zagreb, een wapensmid uit Zagreb en van een Sienese moeder Apollonia del Zazzera. Zijn vader verliet zijn gezin toen Girolamo minder dan een jaar oud was.
Hij kreeg zijn eerste opleiding bij Bernardino Fungai in Siena. Later werd hij beïnvloed door Giacomo Pacchiarotti, van wie hij de naam del Pacchia overnam, en door Piero di Cosimo, fra Bartolomeo en Andrea del Sarto.
In 1533 sloot hij zich aan bij "compagnia de' Bardotti die als doel had de “Raad van negen” die Siena bestuurde af te zetten. Toen op 17 april 1535 Siena de oorlog tegen de Spanjaarden en de Florentijnen verloor, werd de "compagnia de' Bardotti" opgeheven. Girolamo was na deze evenementen verdwenen en er zijn geen documentaire verwijzingen naar Girolame del Pacchia meer gevonden.

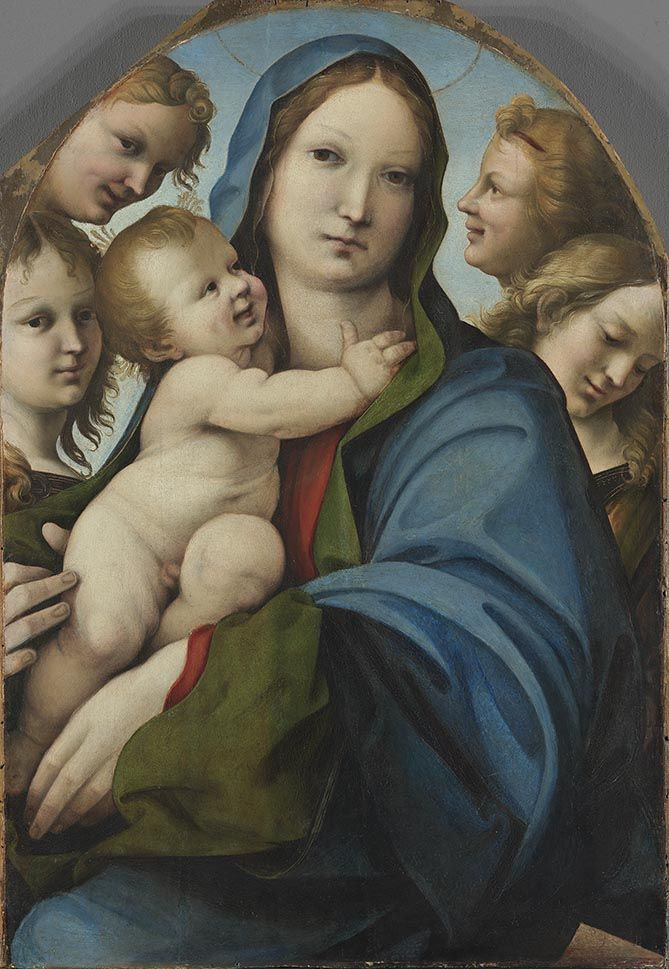
Maria met Kind en vier engelen, Bayerische Staatsgemäldesammlungen, München

## Vermelding door Vasari
Giorgio Vasari vermeldde in zijn Vite dat Girolamo del Pacchia fresco’s schilderde in 1518 met Il Sodoma en Domenico Beccafumi in het Oratorio di San Bernardino in Siena, maar die werden een poos later door lokale historici toegeschreven aan Pacchiarotti. Deze onjuiste toeschrijving werd pas in de twintigste eeuw hersteld. De fresco’s aan hem toegeschreven zijn: De geboorte van de Maagd en de Annunciatie. De geboorte van de Maagd was gebaseerd op het gelijknamige werk van Andrea del Sarto.

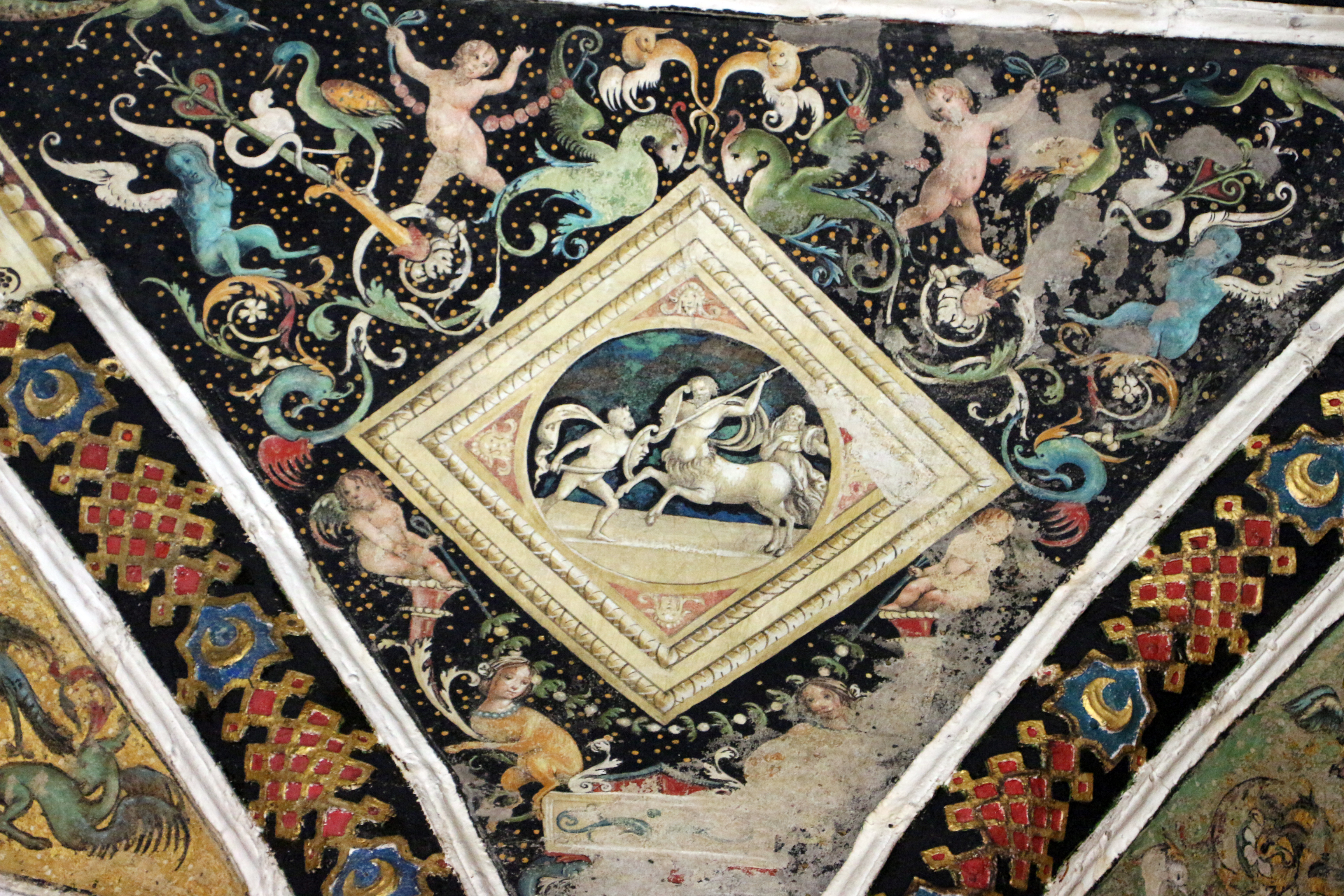
Pinturicchio & Girolamo del Pacchia, Detail van het gewelf in de Piccolomini-bibliotheek, Kathedraal van Siena

## Verblijf in Rome
Uit een document van 26 november 1500 zou blijken dat Girolamo samen met Pacchiarotti een reis naar Rome zou gemaakt hebben, waar zij Pinturicchio leerden kennen met wie ze in 1502 het gewelf van de Piccolomini-bibliotheek in de kathedraal van Siena zouden decoreren. Ze zouden in Rome meegewerkt hebben aan de decoratie van de Cappella Basso della Rovere in de Santa Maria del Popolo.

## Werken
Een werk dat ook aan de periode van samenwerking met Pacchiarotti wordt toegeschreven is een drieluik in het Oratorio della Misericordia met een Madonna met Kind en de HH. Paulus en Antonius abt. Dit werk is een mooi voorbeeld van de overname van de Umbrisch-Romeinse stijl aan het einde van de vijftiende eeuw in Siena. Op basis van de excentrieke interpretatie van modellen van Baldassare Peruzzi werd hem ook la Carità e la Fortezza nu in de Pinacoteca Nazionale di Siena toegeschreven.

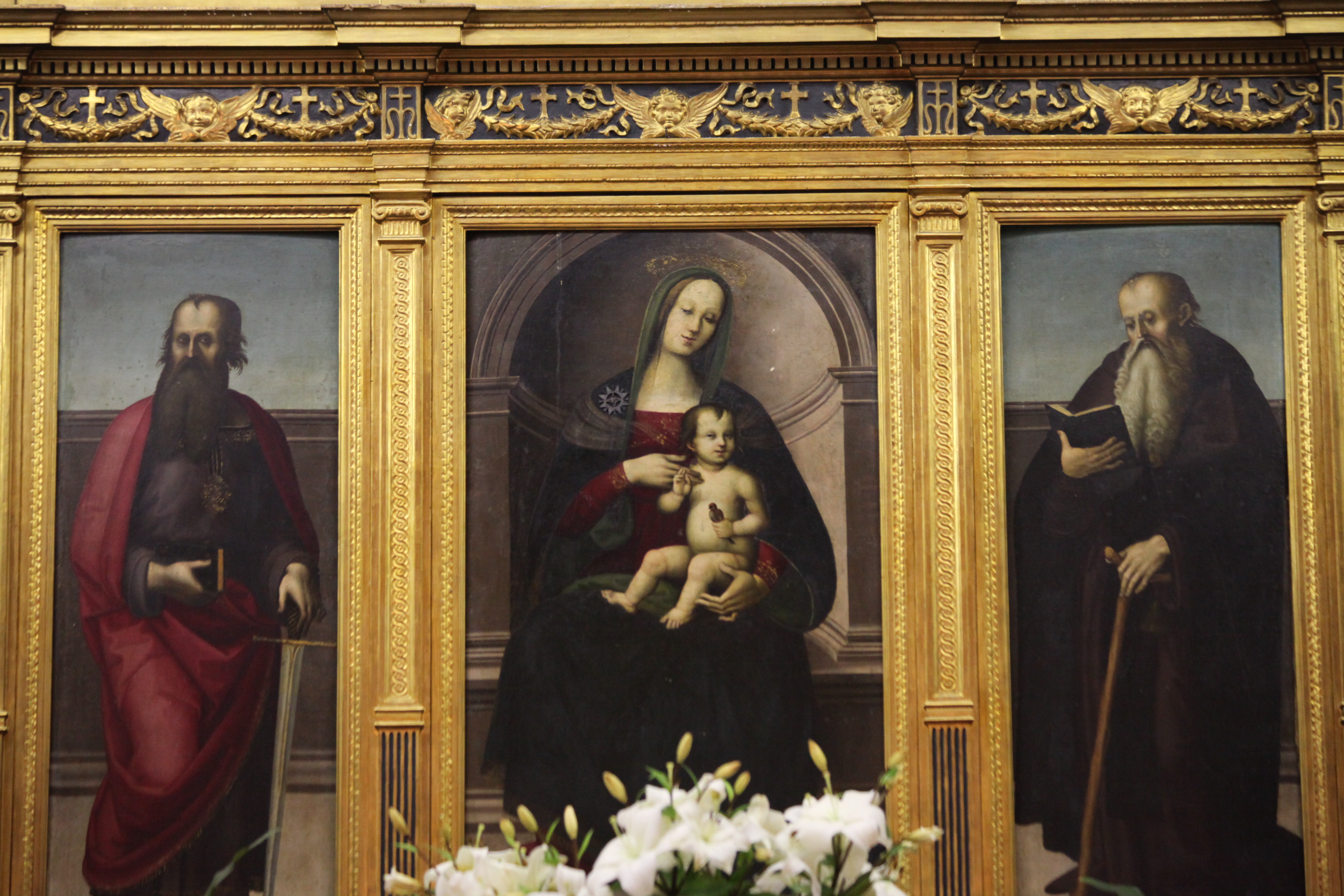
Madonna met Kind en de HH. Paulus en Antonius abt, Oratorio della Misericordia, Siena

Het eerste gedocumenteerde werk, een nu verloren paneel met Madonna met Kind en Johannes de Doper dat hij maakte voor het kartuizerklooster van Pontignano is van 1508. Na de werken aan het oratorium van de San Bernardino, maakte hij een Maria-Visitatie voor de collegiata di Casole d'Elsa en een gonfalone voor het Corpus Domini, nu in de Chigi-Saracini-collectie. Zijn laatste grote contract was voor twee fresco’s voor de Santa Caterina. De eerste toont Catharina die de voet kust van de heilige Agnes van Montepulciano, de tweede toont Catharina van Alexandrië die de monniken van het Katharinaklooster, die aangevallen worden door bandieten, bijstaat.
Uit de jaren 1520 is ook een Ariadne verlaten door Theseus, nu in de Chigi-Saracini collectie. Op dit werk is het tekenen van de contouren achterwege gelaten en worden ze direct geschilderd in kleur. Dit is ook het geval op Roof van de Sabijnse maagden, nu in het J. Paul Getty Museum. Dit is een techniek overgenomen van Rafaël en zijn atelier, gebruikt bij de decoratie van de galerijen in het Apostolisch Paleis in Vaticaanstad.

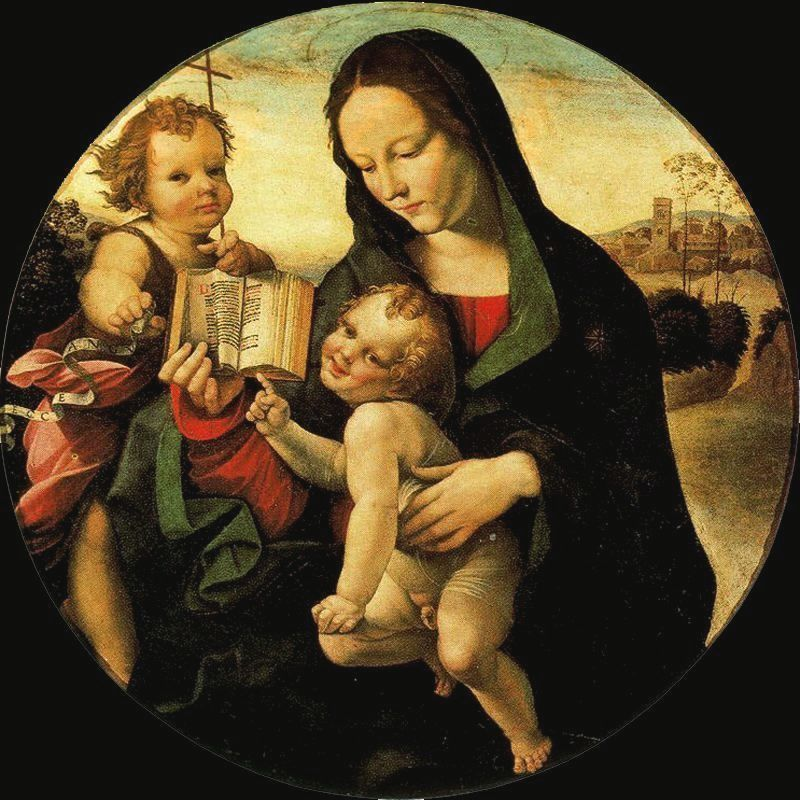
Madonna met Jezus en Johannes de Doper, Palazzo Pitti, Florence

Uit zijn laatste activiteitsperiode stamt een ganse reeks werken met onder meer een tondo met de Heilige Familie met Catharina van Siena in de pinacotheek van Siena, een Madonna met Kind en heiligen nu in de Chigi-Saracini collectie, een Madonna met Kind en heiligen in het Museo di Capodimonte in Napels en een Heilige Familie met Catharina nu in de Bob Jones University in Greenville (South Carolina). Deze werken tonen duidelijk de navolging van de stijl van Il Sodoma. Een van de laatste werken zou een altaarstuk met een Kruisafname en de bijhorende predella zijn, gemaakt voor de collegiata di S. Martino a Sinalunga, eveneens duidelijk in de stijl van Il Sodoma.

## Web links
- Girolamo del Pacchia op de Web Gallery of Art.
- Pacchia Girolamo del, Annunciazione op de Fondazione Ferderico Zeri

- Gemeinsame Normdatei: 124732739
- International Standard Name Identifier: 0000 0000 8218 6881
- Library of Congress Control Number: nr91029384
- RKD-Nederlands Instituut voor Kunstgeschiedenis: 61387
- Museum of New Zealand Te Papa Tongarewa: 61119
- Union List of Artist Names: 500015992
- Virtual International Authority File: 35397366
- WorldCat: E39PCjMprGY3hxD3TXrWxFHRGb